# Districte de Ma-ubin
El districte de Ma-ubin (o Maubin) és una divisió administrativa de la divisió d'Ayeyarwady al sud-oest de Myanmar. La superfície és de 4278 km² i la població d'1.056.952 habitants. El nom deriva de ma-u, un arbre (nauclea cadamba). Està situat al cap de la part baixa del delta de l'Irauadi.

## Administració
Administrativament està format per quatre townships:
- Maubin
- Pantanaw
- Nyaungdon
- Danuphyu o Danubyu

Al seu torn estan dividits en total en 39 wards, 235 grups de pobles i 1642 pobles.

## Rius
El riu principal, a part l'Irauadi, és el To o China Bakir (a l'est) anomenat en una part com Yazudaing.

## Pagodes
Per a més informació: pagoda.
Al township de Maubin:
- Shwephonemyint
- Myoopawtawmu
- Sein Mya Kan Tar
- Akyawsulyanmyattonetan

Al de Pantanaw:
- Maharmyatmuni
- Kyaikhtiyoe
- Shwemyintin
- Kyaikhanane

Al de Nyaungtone 
- Atulamarazane
- Mochote
- Nainganaye
- Oakshithla pagoda

I al de Danuphyu
- Kyaikalunpun
- Pyilonechantar

## Ponts
Hi ha quatre ponts al districte: Pont de Maubin, Pont de Khattiya, Pont del pas del riu de Pantanaw i pont de Bo Myat Htun.

## Història
El 1825 a la primera Guerra Anglo-Birmana, el general birmà anomenat el Maha Bandula amb 20.000 homes, va fer front a Danubyu als britànics manats pel general Cotton, amb dos columnes que foren delmades. El comandant en cap, Sir Archibald Campbell, va enviar reforços i artilleria i el primer dia de bombardeig el Maha Bandula va resultar mort i els birmans van evacuar la ciutat.
A la segona Guerra Anglo-Birmana Danubyu no va presentar resistència (1852) però després de la conquesta de Prome, un ex thugyi de nom Nga Myat Tun, va reunir una força que va rebutjar diversos atacs de petits destacaments britànics; finalment una força nombrosa britànica el va desallotjar.
La regió fou integrada al districte d'Henzada i Rangoon, però el 1875 es va formar el districte de Thongwa que agafava el nom d'un poble proper a la vila de Ma-ubin. Després aquest districte es va dividir el 1892 i es va formar el districte de Myaungmya i el 1903 es va segregar el districte de Pyapon; en aquest darrer any el nom del districte, Thongwa, fou canviat per Ma-ubin, declarada nova capital. El districte tenia 176.000 el 1881, 216.930 el 1891 i 283.122 el 1901. Va quedar dividit en dues subdivisions (Ma-ubin i Yandoon) i quatre townships (Ma-ubin, Pantanaw, Yandoon i Danubyu). La subdivisió de Ma-ubin estava formada pels townships de Ma-ubin i Pantanaw i la de Yandoon pels de Yandoon i Danubyu. Hi havia 422 pobles amb un cap. La capital des de 1903 fou Ma-ubin. La població era en tres quartes parts birmana, amb alguns karens, kayahs i altres minories. El 95% eren budistes amb 5.100 cristians quasi tots karens. El township de Ma-ubin mesurava 1.352 km² i la població era de 77.792 habitants; la capital era Ma-ubin (6.623 habitants el 1901) i tenia altres 118 pobles.